# Rick Barry
Richard Francis Dennis Barry III (Elizabeth, New Jersey, 1944. március 28. –) amerikai kosárlabdázó.
Kiemelkedő pályafutást futott be az egyetemi NCAA-ben, az American Basketball Associationben (ABA), valamint a National Basketball Associationben (NBA). Barry a kosárlabda-történelem egyik legsikeresebb pontszerzője és legsokoldalúbb játékosa. Ő az egyetlen, aki egy szezonban vezette a pontátlagot az NCAA-ben, az ABA-ben és az NBA-ben is. Az ABA történetének legeredményesebb pontszerzője az alapszakaszban (30,5 pont/mérkőzés) és a rájátszásban (33,5 pont/mérkőzés), míg az NBA-döntők történetében az ő 36,3 pontos meccsenkénti átlaga a legmagasabb.

## Statisztika

### Alapszakasz
| Év         | Csapat                       | JM   | KM | JP/M  | MG%  | 3P%  | BD%   | LP/M | GP/M | L/M  | B/M | P/M   |
| ---------- | ---------------------------- | ---- | -- | ----- | ---- | ---- | ----- | ---- | ---- | ---- | --- | ----- |
| 1965–1966  | San Francisco Warriors (NBA) | 80*  | —  | 37,4  | .439 | —    | .862  | 10,6 | 2,2  | —    | —   | 25,7  |
| 1966–1967  | San Francisco Warriors (NBA) | 78   | —  | 40,7  | .451 | —    | .884  | 9,2  | 3,6  | —    | —   | 35,6* |
| 1968–1969† | Oakland Oaks (ABA)           | 35   | —  | 38,9  | .511 | .300 | .888* | 9,4  | 3,9  | —    | —   | 34,0* |
| 1969–1970  | Washington Caps (ABA)        | 52   | —  | 35,6  | .499 | .205 | .864  | 7,0  | 3,4  | —    | —   | 27,7  |
| 1970–1971  | New York Nets (ABA)          | 59   | —  | 42,4  | .469 | .221 | .890  | 6,8  | 5,0  | —    | —   | 29,4  |
| 1971–1972  | New York Nets (ABA)          | 80   | —  | 45,2* | .458 | .308 | .878  | 7,5  | 4,1  | —    | —   | 31,5  |
| 1972–1973  | Golden State Warriors (NBA)  | 82*  | —  | 37,5  | .452 | —    | .902* | 8,9  | 4,9  | —    | —   | 22,3  |
| 1973–1974  | Golden State Warriors (NBA)  | 80   | —  | 36,5  | .456 | —    | .899  | 6,8  | 6,1  | 2,1  | 0,5 | 25,1  |
| 1974–1975† | Golden State Warriors (NBA)  | 80   | —  | 40,4  | .464 | —    | .904* | 5,7  | 6,2  | 2,9* | 0,4 | 30,6  |
| 1975–1976  | Golden State Warriors (NBA)  | 81   | —  | 38,5  | .435 | —    | .923* | 6,1  | 6,1  | 2,5  | 0,3 | 21,0  |
| 1976–1977  | Golden State Warriors (NBA)  | 79   | —  | 36,8  | .440 | —    | .916  | 5,3  | 6,0  | 2,2  | 0,7 | 21,8  |
| 1977–1978  | Golden State Warriors (NBA)  | 82   | —  | 36,9  | .451 | —    | .924* | 5,5  | 5,4  | 1,9  | 0,5 | 23,1  |
| 1978–1979  | Houston Rockets (NBA)        | 80   | —  | 32,1  | .461 | —    | .947* | 3,5  | 6,3  | 1,2  | 0,5 | 13,5  |
| 1979–1980  | Houston Rockets (NBA)        | 72   | —  | 25,2  | .422 | .330 | .935* | 3,3  | 3,7  | 1,1  | 0,4 | 12,0  |
| Összesen   | Összesen                     | 1020 | —  | 37,4  | .456 | .297 | .893  | 6,7  | 4,9  | 2,0  | 0,5 | 24,8  |
| All Star   | All Star                     | 11   | 6  | 25,1  | .473 | —    | .842  | 4,8  | 4,4  | —    | —   | 15,6  |

### Rájátszás
| Év       | Csapat                       | JM  | JP/M | MG%  | 3P%  | BD%   | LP/M | GP/M | L/M | B/M | P/M  |
| -------- | ---------------------------- | --- | ---- | ---- | ---- | ----- | ---- | ---- | --- | --- | ---- |
| 1967     | San Francisco Warriors (NBA) | 15  | 40,9 | .405 | —    | .809  | 7,5  | 3,9  | —   | —   | 34,7 |
| 1970     | Washington Caps (ABA)        | 7   | 43,1 | .532 | .333 | .912  | 10,0 | 3,3  | —   | —   | 40,1 |
| 1971     | New York Nets (ABA)          | 6   | 47,8 | .519 | .519 | .814  | 11,7 | 4,0  | —   | —   | 33,7 |
| 1972     | New York Nets (ABA)          | 18  | 41,6 | .473 | .377 | .856  | 6,5  | 3,8  | —   | —   | 30,8 |
| 1973     | Golden State Warriors (NBA)  | 11  | 26,5 | .396 | —    | .909  | 4,9  | 2,2  | —   | —   | 16,4 |
| 1975†    | Golden State Warriors (NBA)  | 17  | 42,7 | .444 | —    | .918  | 5,5  | 6,1  | 2,9 | 0,9 | 28,2 |
| 1976     | Golden State Warriors (NBA)  | 13  | 40,9 | .436 | —    | .882  | 6,5  | 6,5  | 2,9 | 1,1 | 24,0 |
| 1977     | Golden State Warriors (NBA)  | 10  | 41,5 | .466 | —    | .909  | 5,9  | 4,7  | 1,7 | 0,7 | 28,4 |
| 1979     | Houston Rockets (NBA)        | 2   | 32,5 | .320 | —    | 1.000 | 4,0  | 4,5  | 0,0 | 1,0 | 12,0 |
| 1980     | Houston Rockets (NBA)        | 6   | 13,2 | .364 | .250 | 1.000 | 1,0  | 2,5  | 0,2 | 0,2 | 5,5  |
| Összesen | Összesen                     | 105 | 38,7 | .448 | .394 | .870  | 6,4  | 4,3  | 2,2 | 0,8 | 24,8 |

## Fordítás
Ez a szócikk részben vagy egészben  a   Rick Barry című angol Wikipédia-szócikk ezen változatának fordításán alapul.  Az eredeti cikk szerkesztőit annak laptörténete sorolja fel. Ez a jelzés csupán a megfogalmazás eredetét és a szerzői jogokat jelzi, nem szolgál a cikkben szereplő információk forrásmegjelöléseként.